# Salvatore Viale

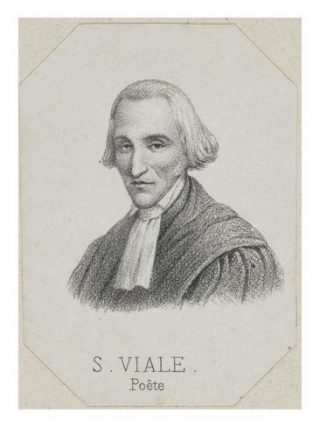
Salvatore Viale

Salvatore Viale (* 6. September 1787 in Bastia; † 23. November 1861 ebendort) war ein korsischer Schriftsteller, Dichter und Richter. Er war der erste Autor, der die korsische Sprache in einem bedeutenden literarischen Werk, der Dionomachia (1817), verwendete. Auf der Grundlage liberaler Ideen ausgebildet, spielte er eine wichtige Rolle bei der Wiederbelebung der kulturellen Tradition des korsischen Volkes und verteidigte die Rolle der italienischen Sprache als Kultursprache der Insel.

## Biografie
Er wurde in Bastia als Mitglied einer namhaften Familie genuesischer Herkunft geboren (einer seiner Vorfahren, Benedetto, war von 1641 bis 1643 Gouverneur von Korsika für die Republik Genua) und erhielt seine erste Ausbildung in seiner Heimatstadt. Der Vater Paolo Agostino, Mitglied des Stadtrates von Bastia, wollte seinen Sohn als Arzt ausbilden und schickte ihn nach Rom, wo ihn sein Landsmann und Priester Bonaventura Poletti, ein Freund von Pasquale Paoli, empfing. Während seines Aufenthalts in Rom entdeckte er eine Leidenschaft für die Literatur und verzichtete auf ein Medizinstudium. In Rom machten seine Brüder Benedetto, päpstlicher Archiater, und Michele, der Kardinal wurde, eine glänzende Karriere.
Nach dem Tod seines Vaters im Jahr 1805 kehrte er nach Korsika zurück um das Familienunternehmen zu übernehmen und schrieb sich an der Universität Pisa ein, wo er 1809 seinen Abschluss in Rechtswissenschaften erwarb.
In den gleichen Jahren war er Lehrer am Collegio di Bastia und veröffentlichte die Abhandlung Principi delle Belle Lettere (Grundsätze der schönen Literatur).
Mit dem Fall Napoleons I. (1815) wurde in Bastia eine provisorische Unabhängigkeitsregierung gebildet, die die Engländer und den Wiener Kongress vergeblich auf eine Trennung Korsikas von Frankreich drängte. Viale war voll engagiert und trug zur Ausarbeitung der italienisch verfassten Regierungsakte bei. Nach der Wiedervereinigung Korsikas mit Frankreich unter Ludwig XVIII. ging er nach Rom ins Exil, wo er sich mit dem bedeutenden Georgophilen Raffaello Lambruschini anfreundete. Er näherte sich den italienischen liberalen Kreisen an und setzte die Studien der Literaturwissenschaft fort.
1816 kehrte er nach Korsika zurück und wird von Graf Alessandro Colonna d’Istria, Generalstaatsanwalt des Königs von Frankreich am Berufungsgericht Bastia, zum stellvertretenden Staatsanwalt am örtlichen Strafgericht ernannte.
1817 erscheint die erste Ausgabe (weitere fünf werden im Laufe des 19. Jahrhunderts erscheinen) seines Hauptwerkes, der Dionomachia (d. h. „Eselsschlacht“), das Niccolò Tommaseo als das wichtigste des heroisch-komischen Genres nach Alessandro Tassonis La secchia rapita definiert. Es scheint, dass sich das Werk – das über einen  tragikomischen Konflikt zwischen den Bewohnern von Lucciana und Borgo erzählt – bereits vor 1813 in der Entwicklung befand.
Von 1819 bis 1831 war er Ermittlungsrichter im Bezirk Bastia, wo er sich durch seine Bemühungen zur Eindämmung der Schwere und Anzahl der Verbrechen hervorhob. Anschließend legte er sein Amt nieder (behielt jedoch das Amt des Ratsvorsitzenden des Berufungsgerichts), um das kulturelle und literarische Engagement fortzusetzen, das er bereits während seiner Beschäftigung im Gericht ausgeübt hatte. Bereits vor 1831 hatte sich Viale durch sein großes Engagement für die Reaktivierung der Società centrale d’istruzione pubblica in Bastia, einer Akademie für wissenschaftliche und literarische Förderung, ausgezeichnet.
In der Folgezeit beschäftigte er sich mit der Sammlung von Volksliedern in korsischer Sprache aus der umfangreichen mündlichen Tradition. Zwischen 1838 und 1839 arbeitete er aktiv mit dem italienischen Philologen und Patrioten Niccolò Tommaseo zusammen, der während seines Aufenthalts auf Korsika die lokale Mundart untersuchte, die er als eine der reinsten und getreueste von Dantes Sprache bezeichnete. Er arbeitete weiterhin mit den Zirkeln der Georgofili und Accademia della Crusca zusammen und verknüpfte unter anderem einen bedeutenden Briefwechsel mit seinem Verleger Giovan Pietro Vieusseux in Florenz.
1852 legte er alle Richterposten nieder und widmete sich bis zu seinem Tod im Jahre 1861 in Bastia seinen Studien.
Nach Viale wurde in Genua eine Treppe in der Nähe der zentralen Via XX Settembre (früher benannt nach Antoine Christophe Saliceti), eine Straße in Lido di Ostia, einem Stadtteil von Rom, und eine Straße in seiner Heimatstadt in der Nähe des Teatro Municipale benannt. Außerdem wurde Viale das Studienzentrum in Bastia gewidmet, ein am 22. Januar 1865 eingeweihtes Denkmal und eine Statue in Saint-Florent.

## Werke
Es ist besser, den Autor für sich selbst sprechen zu lassen, als sich im Nachhinein auf eine Überlegung über die Bedeutung des Werks und das kulturelle Engagement von Salvatore Viale einzulassen.
Salvatore Viale verfasst in seiner Einführung in der 1843 in Bastia gedruckten Ausgabe der Canti popolari corsi, die ausdrücklich den „korsischen Lesern“ gewidmet ist, ein echtes ideologisches Manifest, in dem er – der französische Staatsanwalt – mit Klarheit und Freiheit die korsische Identität als Gegensatz zur französischen und ihre natürliche Zugehörigkeit zum italienischen Kulturraum betont. Die wichtigste Passage:

„Aus der Lektüre dieser Lieder werden Sie ersehen, dass die Korsen keine andere Poesie oder Literatur außer der italienischen haben und sicherlich auch bisher haben können. Die Quelle und das Material der Poesie in einem Volk liegt in seiner Geschichte, seinen Traditionen, seinen Bräuchen, seiner Seins- und Gefühlsweise: alles Dinge, in denen sich der korsische Mensch wesentlich von dem des französischen Kontinents und vor allem vom Prototyp des französischen Menschen unterscheidet, der derjenige von Paris ist. Ich werde nicht von der Sprache sprechen, die durch dieselben Prinzipien wesentlich besser beherrscht wird, und die korsische Sprache ist auch Italienisch, und tatsächlich war sie bisher einer der am wenigsten unreinen Dialekte in Italien.“

Vollständige Liste von Salvatore Viales Werken:
- Dei Principi delle Belle Lettere, Bastia, 1813 (II Ausgabe 1843).
- Dionomachia, Bastia, 1817.
- Poesie Giocose, Bastia, 1817.
- Prose Giocose, Bastia und Paris, 1828.
- Prose serie, Bastia und Paris, 1828.
- Poesie serie, Bastia und Paris, 1828.
- Canzoni contadinesche in dialetto corso, Bastia
- L’ultima vedetta, Bastia, 1837
- Canti popolari corsi, Bastia, 1843.
- La sposa d’Abido, saggio di versi italiani e di canti popolari corsi, Bastia und Brüssel, 1843.
- Novelle corse, Bastia und Triest, 1846.
- Sopra lo stile della versione poetica dell’Iliade di Melchiorre Cesarotti
- Delle cagioni e degli effetti della moderna letteratura romanzesca, 1835
- Canti popolari corsi. Fabiani, Bastia 1855 (google.it).
- Componimenti in versi e in prosa, Vieusseux, Florenz Bastia, 1857
- Dell’uso della lingua patria in Corsica, Vieusseux, Florenz, 1858 (auf Italienisch).
- Dell’uso dei costumi corsi, Vieusseux, Florenz und Bastia, 1860.